# Spio obtusa
Spio obtusa är en ringmaskart som beskrevs av Ehlers 1913. Spio obtusa ingår i släktet Spio och familjen Spionidae. Inga underarter finns listade i Catalogue of Life.